# Sirolo
Sirolo – miejscowość i gmina we Włoszech, w regionie Marche, w prowincji Ankona.
Sirolo leży na terenie Regionalnego Parku Conero (wł. Parco regionale del Conero). Z uwagi na malownicze zatoki i plaże miasteczko jest popularnym kurortem turystycznym. Historyczne centrum Sirolo położone jest na skalistym klifie, z którego roztacza się widok na linię wybrzeża. Miejska zabudowa w centrum pochodzi w dużej części z XV w. Z Sirolo odpływają statki wycieczkowe na Zatokę Dwóch Sióstr (wł. Due Sorelle). Jest to jedna z najbardziej malowniczych zatok włoskiej części Adriatyku, do której można się dostać wyłącznie drogą morską.
Według danych na styczeń 2010 gminę zamieszkiwało 3826 osób przy gęstości zaludnienia 229,4 os./km².